# Notamphisopus littoralis
Notamphisopus littoralis är en kräftdjursart som beskrevs av Nicholls 1944. Notamphisopus littoralis ingår i släktet Notamphisopus och familjen Phreatoicidae. Inga underarter finns listade i Catalogue of Life.